# ボビー・ハル

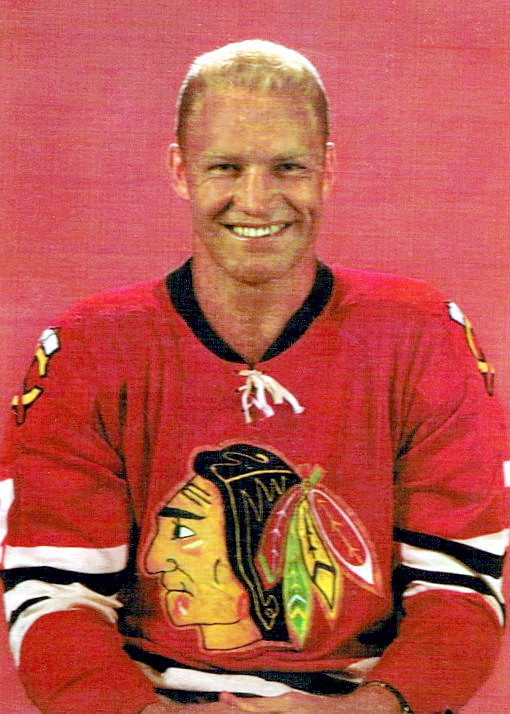
シカゴ・ブラックホークスでの現役時代

ボビー・ハル（Robert Marvin Hull、1939年1月3日 - 2023年1月30日）は、カナダ連邦オンタリオ州ポワーント・アン（Pointe Anne 、ベルヴィル近郊）生れの元プロアイスホッケー選手。ポジションはレスト・ウイング。愛称は"ザ・ゴールデン・ジェット"（"The Golden Jet"）。
NHL史上最高の選手の一人に数えられる。1957年から1980年までプロ選手生活は23年である。

## 経歴
マイナーホッケー時代はベルヴィル、ジュニアではOHLのセントキャサリンズ・ブラックホークスでプレーした。

### NHL時代
シカゴ・ブラックホークスを1960-1961シーズンのスタンレー・カップ優勝（チーム3度目、約30年ぶり）に導いた。元々背番号は16番であったが、このカップ優勝後に7番に変わり、さらに後には、ホッケーにおいて栄誉あるとされる9番に変更された。
持ち味は、そのスピードと時速120マイルにも及ぶスラップショットの正確性であった。身長こそ5フィート10インチ（約178センチメートル）に満たなかったが、体の作りは頑健そのもので、現役時代の体重は185ポンド（約84キログラム）もあったといわれる。アイスホッケー史上でも、抜群の当たり強さ、速さ、技術の巧みさを持っていたと伝えられる。

### WHA 時代
ボビー・ハルは、1972年に10年間で100万ドルと当時では破格の契約で新興のWHAのウィニペグ・ジェッツ（後のフェニックス・コヨーテズ）に入団した、ハルの移籍は同僚選手たちのために高い年俸を獲得し、安定したNHL に対しライバルリーグとしてのWHA に威信をもたらす効果があったとされる。
その後1979年にWHA はリーグ崩壊してしまう（ウィニペグ・ジェッツを含む所属4チームはNHL に参加）が、2003年にこのリーグが再生されたとき、そのコミッショナーとして指名される。
こうして、NHLのライバルリーグに参加したために、1972年のサミット・シリーズでカナダ代表に参加することを認められなかった。1974年にソビエト連邦代表との間で行われた対抗戦、1974年サミット・シリーズでWHAのカナダ代表に選出された。しかし、このシリーズではWHAは5連戦のシリーズで3敗と敗北した。1976年のカナダ・カップにもカナダ代表の主力として参戦し、このシリーズの勝利に貢献した。

### 選手としての特徴
半ば伝説になっているが、118マイル毎時、時速190キロのスラップショットを放ったとされている。このショットを放った時スピードガンで計測が行われていなかったため真偽のほどは定かではないが、もし本当であれば2020年現在でも史上最速のショットスピードである。いかに強烈なパワーを持ち合わせていたのかを示すエピソードの一つとしてアイスホッケーファンの間では語り継がれている。
1998年にロシアのメディアによって、ナチズムに賛成する発言を行ったのではないかとする論争に巻き込まれた。後に同発言は、通訳のミスによるインタビュアーの誤解であると述べている。

## 家族
息子のブレット・ハルもNHLの元選手である。また、弟のデニス・ハルもボビーとともにシカゴ・ブラックホークスに所属した。

## 詳細情報

### 通算成績
| 1957-1958 | シカゴ・ブラックホークス     | NHL     | 70   | 13  | 34  | 47   | 62  | -   | -  | -  | -   | -   |
| 1958-1959 | シカゴ・ブラックホークス     | NHL     | 70   | 18  | 32  | 50   | 50  | 6   | 1  | 1  | 2   | 2   |
| 1959-1960 | シカゴ・ブラックホークス     | NHL     | 70   | 39  | 42  | 81   | 68  | 3   | 1  | 0  | 1   | 2   |
| 1960-1961 | シカゴ・ブラックホークス     | NHL     | 67   | 31  | 25  | 56   | 43  | 12  | 4  | 10 | 14  | 4   |
| 1961-1962 | シカゴ・ブラックホークス     | NHL     | 70   | 50  | 34  | 84   | 35  | 12  | 8  | 6  | 14  | 12  |
| 1962-1963 | シカゴ・ブラックホークス     | NHL     | 65   | 31  | 31  | 62   | 27  | 5   | 8  | 2  | 10  | 4   |
| 1963-1964 | シカゴ・ブラックホークス     | NHL     | 70   | 43  | 44  | 87   | 50  | 7   | 2  | 5  | 7   | 2   |
| 1964-1965 | シカゴ・ブラックホークス     | NHL     | 61   | 39  | 32  | 71   | 32  | 14  | 10 | 7  | 17  | 27  |
| 1965-1966 | シカゴ・ブラックホークス     | NHL     | 65   | 54  | 43  | 97   | 70  | 6   | 2  | 2  | 4   | 10  |
| 1966-1967 | シカゴ・ブラックホークス     | NHL     | 66   | 52  | 28  | 80   | 52  | 6   | 4  | 2  | 6   | 0   |
| 1967-1968 | シカゴ・ブラックホークス     | NHL     | 71   | 44  | 31  | 75   | 39  | 11  | 4  | 6  | 10  | 15  |
| 1968-1969 | シカゴ・ブラックホークス     | NHL     | 74   | 58  | 49  | 107  | 48  | -   | -  | -  | -   | -   |
| 1969-1970 | シカゴ・ブラックホークス     | NHL     | 61   | 38  | 29  | 67   | 8   | 8   | 3  | 8  | 11  | 2   |
| 1970-1971 | シカゴ・ブラックホークス     | NHL     | 78   | 44  | 52  | 96   | 32  | 18  | 11 | 14 | 25  | 16  |
| 1971-1972 | シカゴ・ブラックホークス     | NHL     | 78   | 50  | 43  | 93   | 24  | 8   | 4  | 4  | 8   | 6   |
| 1972-1973 | ウィニペグ・ジェッツ         | WHA     | 63   | 51  | 52  | 103  | 37  | 14  | 9  | 16 | 25  | 16  |
| 1973-1974 | ウィニペグ・ジェッツ         | WHA     | 75   | 53  | 42  | 95   | 38  | 4   | 1  | 1  | 2   | 4   |
| 1974-1975 | ウィニペグ・ジェッツ         | WHA     | 78   | 77  | 65  | 142  | 41  | -   | -  | -  | -   | -   |
| 1975-1976 | ウィニペグ・ジェッツ         | WHA     | 80   | 53  | 70  | 123  | 30  | 13  | 12 | 8  | 20  | 4   |
| 1976-1977 | ウィニペグ・ジェッツ         | WHA     | 34   | 21  | 32  | 53   | 14  | 20  | 13 | 9  | 22  | 2   |
| 1977-1978 | ウィニペグ・ジェッツ         | WHA     | 77   | 46  | 71  | 117  | 23  | 9   | 8  | 3  | 11  | 12  |
| 1978-1979 | ウィニペグ・ジェッツ         | WHA     | 4    | 2   | 3   | 5    | 0   | -   | -  | -  | -   | -   |
| 1979-1980 | ウィニペグ・ジェッツ         | WHA     | 18   | 4   | 6   | 10   | 0   | -   | -  | -  | -   | -   |
| 1979-1980 | ハートフォード・ホエーラーズ | NHL     | 9    | 2   | 5   | 7    | 0   | 3   | 0  | 0  | 0   | 0   |
| WHA合計   | WHA合計                      | WHA合計 | 411  | 303 | 335 | 638  | 183 | 60  | 43 | 37 | 80  | 38  |
| NHL合計   | NHL合計                      | NHL合計 | 1063 | 610 | 560 | 1170 | 640 | 119 | 62 | 67 | 129 | 102 |

### 表彰
- アート・ロス記念賞（得点王）- 1960年、1962年、1966年
- ハート記念賞（リーグMVP）- 1965年、1966年
- NHLオールスター第1チーム選出10回 - 1960年、1962年、1964年、1965年、1966年、1967年、1968年、1969年、1970年、1972年
- NHLオールスター第2チーム選出2回 - 1963年、1971年
- レディ・ビング記念賞 - 1965年
- レスター・パトリック賞 - 1969年
- ホッケーの殿堂入り - 1983年
- オーダー・オブ・カナダ受賞 - 1978年